# Eric al V-lea al Danemarcei
Eric al V-lea (aka Eric Klipping), (n. 1249, Lolland, regiunea Sjælland, Danemarca – d. 22 noiembrie 1286, Finderup⁠(d), Comuna Viborg, Regiunea Midtjylland, Danemarca) a fost un rege al Danemarcei (1259-1286) și fiul lui Christopher I. Până în 1264 el a domnit sub auspiciile mamei sale, regina văduvă Margaret Sambiria. Între 1261 și 1262, Eric a fost prizonier în Holstein în urma unei înfrângeri militare. Ulterior, el a fost mutat în Brandenburg. 

## Numele
Porecla regelui (Klipping sau Glipping) se referă la o monedă medievală care a devenit tăiată pentru a indica devalorizarea. O altă explicație populară este aceea că Eric clipea mai mult decât de obicei (daneză glippe - a clipi), dar explicația este acum, în general, respinsă. Porecla sa este o trimitere nemilosă către lipsa lui de încredere.

## Domnia
Când tatăl său Christopher I a fost ucis, prințul Eric a fost prea tânăr pentru a domni cu toate drepturile. Instanța daneză a numit-o pe mama sa, Regina Margareta Sambiria (daneză Sprænghest) ca regent. Ea a fost fiica contelui Sambor de Pommerania. Ea a fost o femeie capabilă și inteligentă. Imediat ea a trebuit să se lupte pentru a păstra tronul fiului ei cu doi dușmani puternici, Arhiepiscopul Iacov Erlandsen, care a excomunicat episcopul care a l-a uns pe tânărul Eric ca rege, și Ducele Valdemar din sudul Iutlandei.  
Profitând de situații, șeful Jarimar al II-lea Rügen a adunat o armată și a invadat Zeelanda. Regina Margareta a ridicat o armată însă a fost învinsă în 1259 în apropiere de Ringsted. Jarimar a mers pentru a ataca și jefui Copenhaga, expediându-și armata în Skåne pentru a-i continua campania. Din nefericire pentru el, acesta a întâlnit mânia soției unui fermier care l-a ucis pe loc. 
Crezând că incursiunea a arătat slăbiciunea reginei, Ducele Valdemar s-a răzvrătit. Regina a fost nevoită să ridice o altă armată și a mărșăluit în Iutlanda. Ea l-a învins pe duce și, în timp ce el a negociat un armistițiu cu ea, acesta a adunat aliații din nordul Germaniei pentru a-l ajuta să atace. Forțele combinate au învins-o pe regină în bătălia de la Lo Heath. Ea și fiul ei Eric, au fost capturați și fortați să cedeze toate proprietățile regale din sudul Iutlandei, pentru a le asigura libertatea.  
Margareta la- eliberat pe Arhiepiscopul Erlandsen din închisoare gândindu-se că va fi recunoscător, însă el a emis o interdicție în întreaga țară, încercând să o forțeze pe regină și pe Eric să renunțe la tron. În 1263, în calitate de regent al Danemarcei, regina i-a scris Papei Urban al IV-lea rugându-l să intervină în legătură cu Arhiepiscopul Erlandsen. După mai mulți ani, Papa a fost de acord cu mai multe elemente pe care regina le dorea. Urban a emis o dispensă de a modifica termenii succesiunii daneze care permitea femeilor să moștenească tronul danez. Acest lucru făcea posibil ca una dintre surorile lui Eric să devină regină domnitoare a Danemarcei în cazul decesului lui Eric și dacă acesta nu ar fi avut copii. Fiul lui Eric, Eric Menved, a reușit în cele din urmă să fie succesorul tronului danez.
Ca un conducător adult, Eric a încercat să pună în aplicare puterea asupra Bisericii și a nobilimii. În 1270, Eric a atacat regiunea Småland. Conflictul său cu biserica a adus la un rezultat satisfăcător, cu ajutorul Papei. 
Eric a avut o reputație teribilă. El a făcut rareori ceea ce a spus că va face și niciodată nu și-a păstrat promisiunea. În plus, el a fost un seducător ", neținând seama de vârsta sau statutul femeilor pe care le urmărea. Incapacitatea lui de a se controla în cele din urmă l-a costa viața.

## Moartea misterioasă

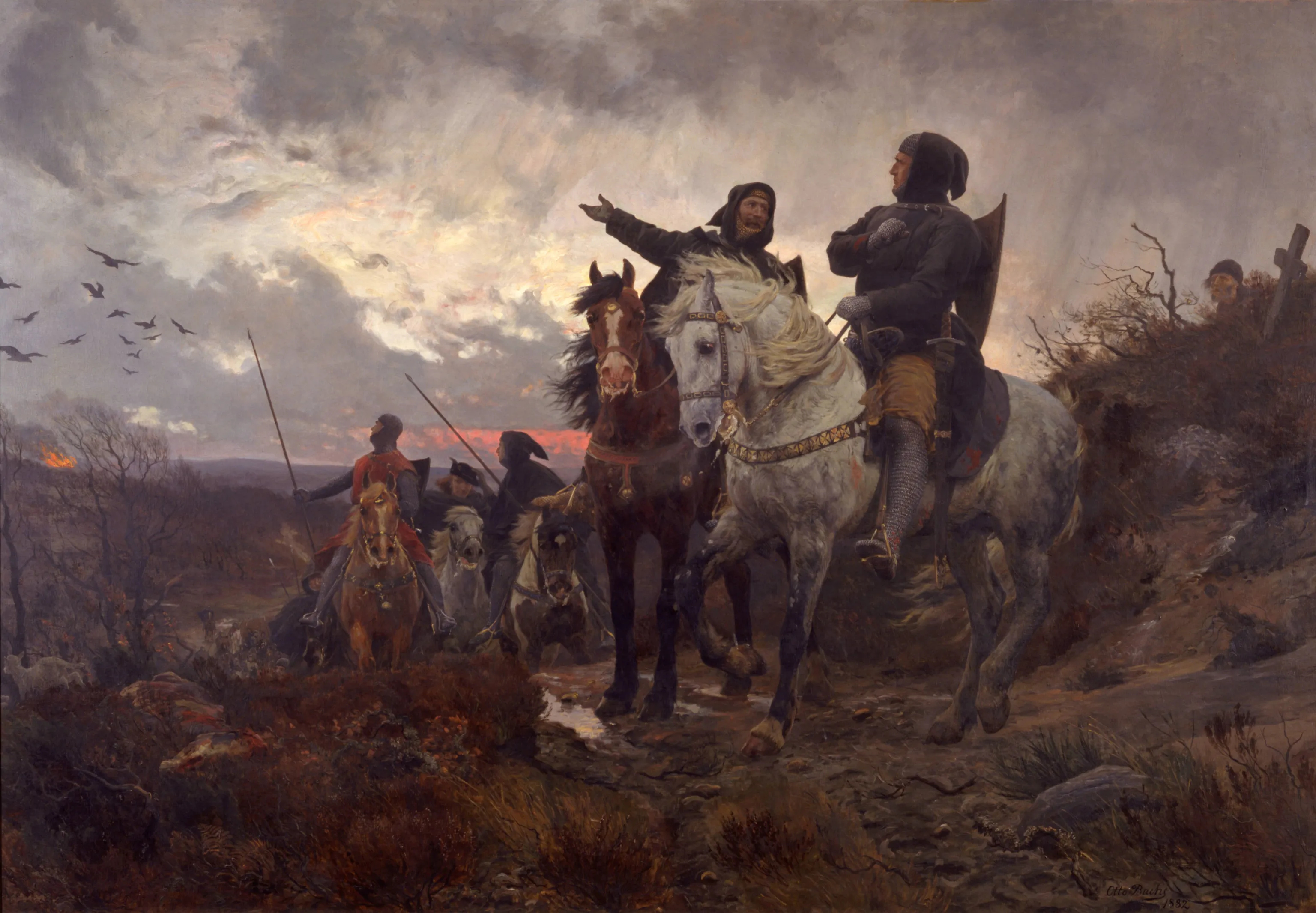
"Conspiratori călare prin Finderup după asasinarea regelui Eric Klipping, în noaptea Sf. Cecilia 1286". Pictură de Otto Bache din 1882

Legenda spune că mai mulți nobili au făcut un jurământ că îl vor asasina pe Eric, în răzbunare pentru politicile regale cu care nu erau de acord. Cel mai important dintre conspiratori a fost mareșalul (daneză: marsk) Stig Andersen Hvide și Jacob Nielsen, Conte de Halland. Conspiratorii l-au plătit pe Rane Jonsen, unul dintre însoțitorii regelui, pentru a le da informați cu privire la activitățile regelui, în vederea îndeplinirii jurământului lor.  
În noiembrie 1286, regele se afla la Viborg, în centrul regiunii Iutlanda. După o zi de vânătoare condusă de Rane Jonsen, regele și câțiva din însoțitorii lor nu au putut găsi drumul înapoi la ferma regelui. Rane a sugerat să se adăpostească pentru o noapte în hambarul bisericii din Finderup. Asasinii, îmbrăcați în călugări franciscani, au fost informați cu privire la locul unde se afla regele și au așteptat ca toată lumea să se stabilească. După ce regele a adormit, ei au ieșit din ascunzătorile lor și l-au înjunghiat până ce acesta a murit. Tradiția spune că el a primit 56 de lovituri de cuțit. Trupul plin de sânge a regelui a fost descoperit a doua zi dimineață.
Curtea i-a învinuit imediat pe nobilii cei mai puternici ai națiunii,  Marsk Stig Andersen Hvide și Contele Jacob de Halland. Chiar dacă aceștia au avut sau nu vreo legatură cu crima, acest mister rămâne nedeslusit. Stig Andersen nu era singurul care avea un motiv ca regele Eric să fie eliminat. Ducele Valdemar și Jakob Erlandsen erau, de asemenea, dușmanii înverșunați ai regelui. Moartea lui Eric a însemnat că drepturile și garanțiile și-au pierdut eficacitatea lor, deoarece următorul rege avea să fie legat de același acord.

## Căsătoria și copii
La 11 noiembrie 1273, Eric s-a căsătorit cu Agnes de Brandenburg. Cuplul a avut șapte copii:
- Eric al VI-lea al Danemarcei (1274–1319)
- Christopher al II-lea al Danemarcei (1276–1332)
- Margareta (1277 - 1341), s-a căsătorit cu Birger de Suedia
- Valdemar
- Richeza, s-a căsătorit cu Nicolae al II-lea de Werle
- Caterina
- Elisabeta